# Ricardo Peláez
Ricardo Peláez Linares (14 de marzo de 1963, Ciudad de México, México) es un exfutbolista mexicano. Fue un delantero destacado en la época de los 80's y 90's. Actualmente es el 11° goleador de la Primera División de México con 187 goles.

## Futbolista
Peláez Linares inicia su andar futbolístico en las fuerzas básicas del Club América en 1980 hasta debutar en primera división en 1985–86 en la que únicamente ganó el título de la corta temporada "PRODE '85", permaneciendo ahí hasta 1987 para después pasar a las filas del Club Necaxa, con quien fue titular y figura hasta 1997 así convirtiéndose en el mayor goleador histórico del equipo con 138 goles. A mediados de 1997 regresó al América y luego de su exitosa participación en el Mundial Francia 1998, fue contratado por el Club Deportivo Guadalajara cuadro con el que se retiró en el año 2000 luego casi dos décadas de carrera. Entre sus logros, tiene el de Campeón del Torneo Prode 1985 con las Águilas del América, Bicampeón de liga con el Club Necaxa en 1994-95 y 1995-96; Campeón de Copa 1995-96, campeón de la Recopa de la Concacaf de 1994 y subcampeón de liga en el Torneo Invierno 1996 con Necaxa. Logró el subcampeón con el Club Deportivo Guadalajara en el Torneo Invierno 1998. 

## Carrera Universitaria
Peláez Linares ha señalado que se tituló como Contador Público, mientras fichaba con las Águilas del América, porque su padre le pidió terminar su carrera.

## Selección nacional

### Selección nacional
| Selección | PJ | Goles | Periodo     |
| --------- | -- | ----- | ----------- |
| México    | 43 | 16    | 1988 - 1999 |

#### Participaciones en Copas del Mundo
Ricardo Peláez anotó dos goles en cuatro partidos en mundiales, uno en el partido contra Corea del Sur donde ganaron 3-1 y otro en el empate a 2 contra Países Bajos, ambos en la Copa Mundial Francia 98
| Mundial              | Sede    | Resultado        |
| -------------------- | ------- | ---------------- |
| Copa Mundial de 1998 | Francia | Octavos de final |

### Clubes
| Club        | País   | Período   | PJ  | Goles |
| ----------- | ------ | --------- | --- | ----- |
| América     | México | 1985-1987 | 53  | 16    |
| Necaxa      | México | 1987-1997 | 352 | 138   |
| América     | México | 1997-1998 | 33  | 17    |
| Guadalajara | México | 1998-2000 | 42  | 16    |

## Directivo

### Club América
En el mes de noviembre del 2011 es presentado por el Club América como parte de una nueva estructura directiva, tomando el cargo de presidente deportivo, presentando ideas claras y objetivos bien determinados a corto, mediano y largo plazo. Una semana después, ya como mandamás deportivo, Ricardo Peláez realiza la presentación de Miguel Herrera como nuevo director técnico del Club de Coapa. Está pareja (Peláez-Herrera), comenzó a mostrar resultados positivos inmediatos, colocando al club dentro de los primeros planos con avances progresivos hasta lograr ser uno de los equipos más competitivos de la liga, obteniendo así su primer título de liga como directivo, a tan solo un año y medio de tomar las riendas del equipo azulcrema.
El 29 de abril de 2015, logra el campeonato de la Liga Campeones CONCACAF y de paso consigue su contraseña para la Copa Mundial de Clubes a celebrarse en Japón en diciembre. Terminando sus funciones con club el 28 de abril de 2017. 

### Selección nacional
Selección de fútbol de México (Primera etapa)
En su primera etapa como directivo de la selección fungio como director de la Comisión de Selecciones Nacionales en el mundial de Corea-Japón 2002.
| Mundial                | Sede                  | Resultado        |
| ---------------------- | --------------------- | ---------------- |
| Copa Mundial FIFA 2002 | Corea del Sur y Japón | Octavos de final |

Selección de fútbol de México (Segunda etapa)
Ya en su segunda etapa de directivo en selección en diciembre de 2013, se le asigna como director deportivo en la selección mexicana, teniendo como objetivo la preparación y la participación en la Copa Mundial a celebrarse en Brasil en 2014.
| Mundial                | Sede   | Resultado        |
| ---------------------- | ------ | ---------------- |
| Copa Mundial FIFA 2014 | Brasil | Octavos de final |

### Cruz Azul
El 9 de mayo de 2018 es asignado como director deportivo del Cruz Azul, dejando atrás su labor de comentarista. Con el cuadro cementero consiguió una Copa MX, una SuperCopa MX y un subcampeonato de Liga. El 5 de septiembre de 2019 renunció al cargo por diferencias con la directiva de Cruz Azul.

### Club Deportivo Guadalajara
El 26 de noviembre de 2019, es presentado oficialmente como director deportivo del (Club Deportivo Guadalajara), como parte de una nueva estructura directiva, tomando el cargo a partir del Clausura 2020.
El 11 de octubre del 2022 es despedido por el Club Guadalajara, tras caer en el Apertura 2022 ante el Puebla, en la instancia de repechaje 1-1 (Cae en penales 5-4)

### Clubes
| Club                       | País   | Período     |
| -------------------------- | ------ | ----------- |
| Selección Mexicana         | México | 2002        |
| Club América               | México | 2011 - 2013 |
| Selección Mexicana         | México | 2013 - 2014 |
| Club América               | México | 2014 - 2017 |
| Cruz Azul                  | México | 2018 - 2019 |
| Club Deportivo Guadalajara | México | 2019 - 2022 |

## Palmarés

### Como futbolista

#### Torneos nacionales
| Título               | Club    | País   | Año        |
| -------------------- | ------- | ------ | ---------- |
| Primera División     | América | México | PRODE 1985 |
| Primera División     | Necaxa  | México | 1994-95    |
| Copa México          | Necaxa  | México | 1994-95    |
| Campeón de Campeones | Necaxa  | México | 1994-95    |
| Primera División     | Necaxa  | México | 1995-96    |

#### Torneos internacionales
| Título                | Club   | Sede  | Año  |
| --------------------- | ------ | ----- | ---- |
| Recopa de la Concacaf | Necaxa | Miami | 1994 |

#### Títulos individuales
| Reconocimiento                                   |
| ------------------------------------------------ |
| Máximo Goleador Histórico del Necaxa (158 goles) |

### Como Directivo

#### Torneos nacionales
| Título       | Club           | País   | Año  |
| ------------ | -------------- | ------ | ---- |
| Liga MX      | América Sub-20 | México | 2011 |
| Liga MX      | América Sub-20 | México | 2012 |
| Liga MX      | América        | México | 2013 |
| Liga MX      | América        | México | 2014 |
| Liga MX      | América Sub-17 | México | 2015 |
| Copa MX      | Cruz Azul      | México | 2018 |
| Supercopa MX | Cruz Azul      | México | 2019 |

#### Torneos internacionales
| Título            | Club    | Sede   | Año  |
| ----------------- | ------- | ------ | ---- |
| Liga de Campeones | América | Canadá | 2015 |
| Liga de Campeones | América | México | 2016 |

## Comentarista
En el año 2004 se volvió comentarista de fútbol en la cadena Televisa, y prestó su voz junto con Enrique Bermúdez para los comentaristas de la versión en español de seis videojuegos del FIFA de EA Sports, siendo él quien comentó los partidos para América Latina en FIFA 2006-2012.
El 19 de septiembre del 2017 se anuncia su participación como analista en el programa Fútbol Picante de ESPN